# Federazione cestistica del Galles
La Basketball Association of Wales (acronimo BAW) è l'ente che controlla e organizza la pallacanestro in Galles.
La federazione controlla inoltre la maschile e femminile. Ha sede a Rhondda e l'attuale presidente è Terry Price.
È affiliata alla FIBA dal 1956 e organizza insieme alla federazione inglese e quella scozzese il campionato di pallacanestro britannico.